# Wladimir Tarasjanz

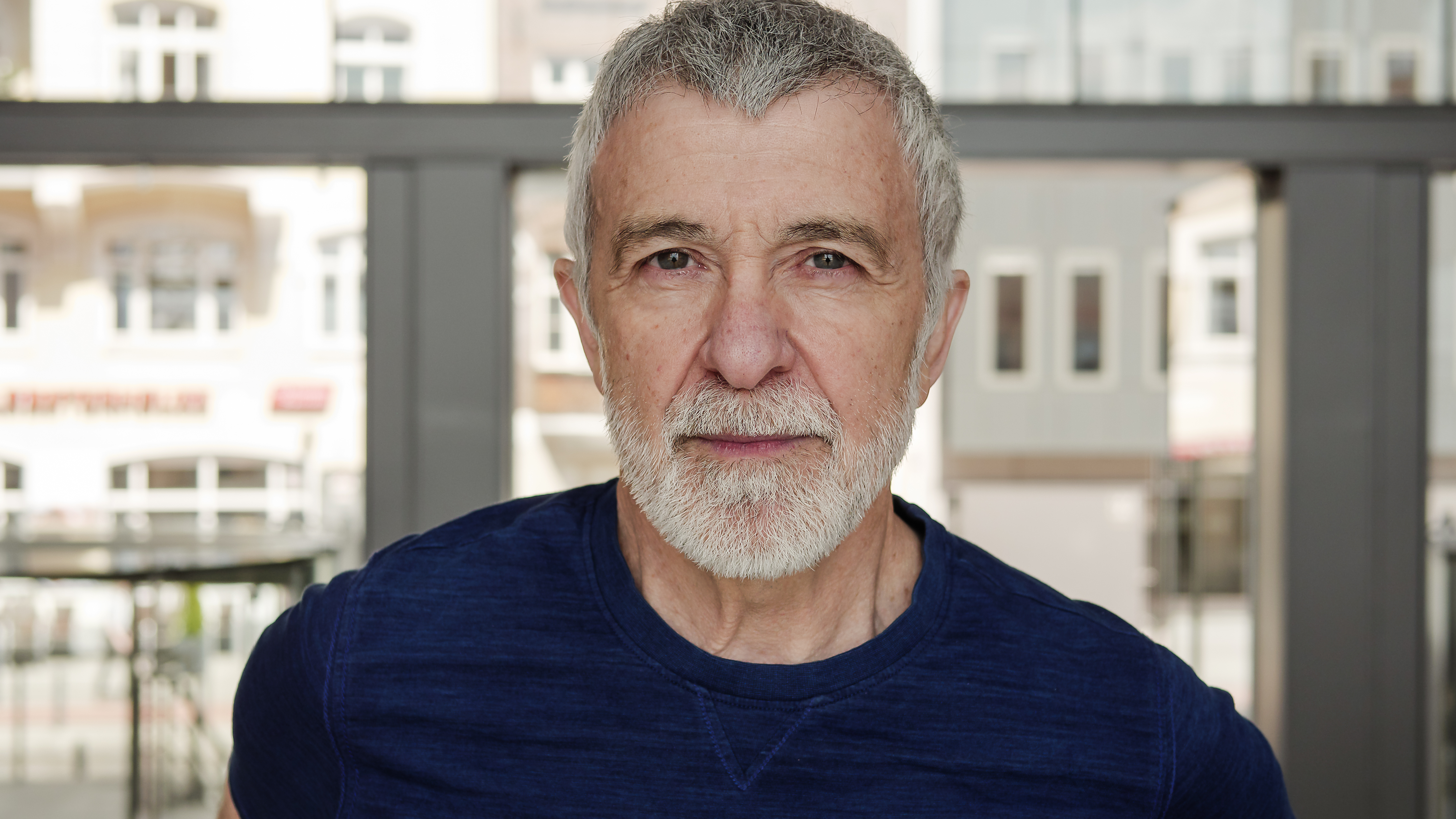
Wladimir Tarasjanz – Schauspieler und Regisseur

Wladimir Tarasjanz (* 1948, damals Georgische SSR) ist ein deutscher Schauspieler, Regisseur und Schauspielcoach armenischer Herkunft.

## Leben
Tarasjanz studierte zunächst von 1972 bis 1976 Literaturwissenschaft an der Rostower Staatsuniversität (RGU) in Rostow am Don, Russland. 1972 gründete er das Theater-Studio in Rostow am Don. Von 1976 bis 1981 absolvierte er anschließend ein Regiestudium an der Moskauer Theaterakademie (GITIS), Klasse Maria Knebel. Während des Studiums inszenierte er im Moskauer Theater (SOWREMENNIK), außerdem am Moskauer Jugendtheater MTÜS. Von 1982 bis 1987 war er als Dozent für Schauspiel und Regie an der GITIS in Moskau tätig. Dort unterrichtete er die Studenten nach der Methode von Stanislawski. Ende der 1980er Jahre kam er nach Deutschland, wo er von 1988 bis 1991 als Regisseur am Neuen Theater Halle/Saale mit mehreren Inszenierungen tätig war. Daneben wirkte er als Schauspielpädagoge und Regisseur am Poetischen Theater der Leipziger Universität. 1989/90 hospierte er am Berliner Ensemble und Deutschen Theater Berlin; 1994 folgte eine Hospitanz am Actors Studio in New York City. Von September 1991 bis 1994 war er Dozent für Schauspiel und Regie an der Theaterakademie Ulm. Von 1994 bis 1998 war er Gastdozent im Aufbaustudio Hamburg, der Regieklasse der Hochschule für Musik und Theater Hamburg, und Dozent in Schauspielführung für Filmregie am Filminstitut der Universität Hamburg. Ab 1994 war er Dozent für Szenen- und Rollenstudium und Film an der Schule für Schauspiel Hamburg. 2019 wechselte er als Dozent ans Artrium, Schauspielschule Hamburg. Zwischen 2001 und 2014 inszenierte Tarasjanz insgesamt 15 Stücke am Monsun-Theater Hamburg.
Seit Mitte der 1990er Jahre ist Tarasjanz regelmäßig in deutschsprachigen, aber auch internationalen Kino- und Fernsehproduktionen zu sehen. Aufgrund seiner ethnischen Herkunft wird er oft in Rollen mit osteuropäischem Hintergrund eingesetzt; er verkörperte aber auch Charaktere aus dem Orient und Nordafrika. Tarasjanz stellt, aufgrund seiner eleganten Erscheinung, häufig distinguierte, aber auch zwielichtige Figuren in Krimifilmen und Krimiserien dar.
In dem Kinofilm Willenbrock (2005) spielte er den aus Moskau stammenden Russen Krylow, den Chef einer Autoschieberbande und Stammkunden des Gebrauchtwagenhändlers Willenbrock (Axel Prahl). In der Kinokomödie Max Minsky und ich (2007) übernahm er die Rolle des Hebräisch-Lehrers Wladimir Kasarov. In dem Kinofilm Underdogs (2007) war er der Häftling Wladimir Kiriakov. In Ninja Assassin (2009), einem US-amerikanischen Martial-Arts-Film der Wachowski-Brüder hatte er eine Nebenrolle; er spielte den ehemaligen KGB-Agenten Aleksei Sabatin.
Neben seinen Kinoauftritten war Tarasjanz in zahlreichen Fernsehfilmen in Haupt- und Nebenrollen zu sehen. Im Tatort: Investigativ (2007) spielte er Dr. König, den Rechtsberater des bekannten Investors und Unterstützers von gemeinnützigen Projekten Alexander Radu (Tonio Arango), der Hauptfigur des Krimis. Im Wilsberg-Krimi Filmriss (Erstausstrahlung: Januar 2008) spielte er den georgischen Nachtclubbesitzer und Zuhälter Viktor Kobalazde. In dem ZDF-Sonntagsfilm Ein Sommer in Marrakesch (Erstausstrahlung: Mai 2010) spielte er Rafiq Mernissi, den Onkel des marokkanischen Bräutigams. Im selben Jahr war Tarasjanz im Dezember 2010 noch in einem weiteren ZDF-Film zu sehen; in der Fernsehreihe Kreuzfahrt ins Glück spielte er den Griechen Jannis Tannidis, die große Jugendliebe der weiblichen Hauptfigur Renate May (Ursela Monn). In der ZDF-Krimireihe Ein starkes Team (2014) spielte er in einer Hauptrolle den aus Russland stammenden Berliner Geschäftsmann und Ladenbesitzer Nicolai Rataev, der früher für den sowjetischen Geheimdienst arbeitete. In dem ARD-Fernsehfilm Das Programm (2016) hatte Tarasjanz eine Nebenrolle als im Gefängnis einsitzender Schwerstkrimineller Philip Darankow. In der Kinokomödie Kundschafter des Friedens (2017) spielte Tarasjanz den Leiter des russischen Geheimdienstes Dymov.
Tarasjanz hatte außerdem Episodenrollen in den Fernsehserien Einsatz Hamburg Süd (1997), Sardsch (1997; als Fjodor Tscherkassow, Zuhälter im Dresdner Rotlichtmilieu), Der letzte Zeuge (2004; als Assen Ignatow, Inhaber eines russisch-ukrainischen Clubs), Lutter (2007; als Geschäftsmann und Lobbyist Agorov), Die Pfefferkörner (2008; als Kunsträuber Tomasz Reiter), Notruf Hafenkante (2009; als russischer Café-Besitzer Sergej Sorokin), SOKO Leipzig (2009; an der Seite von Cornelia Schmaus, als Russe Gregor Wassilijew und Halbbruder der Täterin) und Küstenwache (2014; als Schachweltmeister Nikolai Semjonov). Weiters verkörperte er in mehreren Folgen der ORF-Krimiserie SOKO Donau in einer wiederkehrenden Rolle den georgischen Mafiaboss Mate Leonidse.
In der 8. Staffel der ZDF-Serie Die Bergretter (2016) war er in einer Episodennebenrolle als polnischer Stallknecht Tomasz zu sehen. Im 6. Film der TV-Reihe Die Diplomatin mit dem Titel Die Diplomatin – Mord in St. Petersburg, der im September 2021 erstausgestrahlt wurde, verkörperte Tarasjanz die Rolle des Sergej Bellousow, den kurz vor seiner Pensionierung stehenden russischen Botschafter in Berlin.
Tarasjanz lebt in Hamburg.

## Filmografie (Auswahl)
- 1997: Kalte Küsse (Fernsehfilm)
- 1997: Einsatz Hamburg Süd (Fernsehserie, Folge: Der Weg zurück)
- 1997: Große Freiheit (Fernsehserie, Folge: Grausamer Scherz)
- 1997: Sardsch (Fernsehserie, Folge: Die Jagd beginnt)
- 2002: Ein starkes Team – Kinderträume (Fernsehreihe)
- 2004: Der letzte Zeuge (Fernsehserie, Folge: Sandkastenliebe)
- 2005: Willenbrock (Kinofilm)
- 2005: Willkommen im Club (Kinofilm)
- 2006: Maria am Wasser (Kinofilm)
- 2007: Lutter (Fernsehserie, Folge: Essen is’ fertig)
- 2007: Tatort: Investigativ (Fernsehreihe)
- 2007: Max Minsky und ich (Kinofilm)
- 2007: Underdogs (Kinofilm)
- 2008: Wilsberg: Filmriss (Fernsehreihe)
- 2008: GSG 9 – Ihr Einsatz ist ihr Leben (Fernsehserie; Folge: Blutzoll)
- 2008: Die Pfefferkörner (Fernsehserie, Folge: Der Fluch der schwarzen Madonna)
- 2009: Notruf Hafenkante (Fernsehserie, Folge: Das Versprechen)
- 2009: SOKO Leipzig (Fernsehserie, Folge: Das Erbe)
- 2009: Ninja Assassin (Ninja Assassin; Kinofilm)
- 2010: Ein Sommer in Marrakesch (Fernsehfilm)
- 2010: Kreuzfahrt ins Glück: Hochzeitsreise nach Korfu (Fernsehreihe)
- 2011; 2013: SOKO Wien (Fernsehserie, Serienrolle)
- 2012: Lebe dein Leben (Fernsehfilm)
- 2014: Küstenwache (Fernsehserie, Folge: Das Erbe)
- 2014: Ein starkes Team – Späte Rache (Fernsehreihe)
- 2016: Das Programm (Fernsehfilm)
- 2016: Lou Andreas-Salomé (Kinofilm)
- 2016: Die Bergretter (Fernsehserie, Folge: Der Termin)
- 2017: Kundschafter des Friedens (Kinofilm)
- 2017: Liebling, lass die Hühner frei
- 2017: Alarm für Cobra 11 – Die Autobahnpolizei (Fernsehserie; Folge: Eltern undercover)
- 2018: Die Pfefferkörner (Fernsehserie, Folge: Für die Kunst)
- 2020: Letzte Spur Berlin (Fernsehserie, Folge: Herzdame)
- 2021: Tatort: Macht der Familie (Fernsehreihe)
- 2021: Die Diplomatin – Mord in St. Petersburg (Fernsehreihe)
- 2022: Stralsund: Die rote Linie (Fernsehreihe)
- 2023: Großstadtrevier (Fernsehserie, Folge: Die kleine Schachspielerin)

## Theater

### Regie
- 1989: Michail Bulgakow: Molière (Landestheater Halle/Saale)